# 常盤りん
常盤 りん（ときわ りん、1987年2月11日 - ）は、日本のAV女優。
東京都出身。身長162cm 、スリーサイズ：B80・W54・H75。
趣味、特技：映画鑑賞、トランペット。 

## 略歴
2007年2月に『NEW☆MODEL』でAVデビュー。

## 作品

### アダルトビデオ

#### 2007年
- NEW☆MODEL（2月25日、kira☆kira）
- NEW☆DIGIMO（3月25日、kira☆kira）
- GANGBANG☆12FUCK（4月25日、kira☆kira）
- 真性中出し（6月1日、MOODYZ）
- パイパンハイパーデジタルモザイク（7月1日、MOODYZ）
- ハイモザ 中出しFUCK4時間（10月13日、MOODYZ）
- 黒人と乱交（11月1日、MOODYZ）
- ハイパーデジタルモザイク パイパン4時間（11月13日、MOODYZ）
- kira☆kiraGALS☆10FUCK4時間（11月25日、kira☆kira）
- 女子高生公然レイプ 教壇の前で犯されて（12月1日、MOODYZ）
- 騎乗位4時間（12月13日、MOODYZ）
- kira☆kiraGALS☆潮吹き大噴射4時間（12月25日、kira☆kira）

#### 2008年
- kira☆kiraGALS☆イカセ大乱交4時間（1月25日、kira☆kira）
- 真性2穴中出しFUCK（2月1日、MOODYZ）
- 超人気女優のパイパンSEX4時間（3月1日、MOODYZ）
- W真性中出し 全編ハイパーデジタルモザイク（3月13日、MOODYZ）…共演:鈴木あんな
- ドリームウーマン64（5月13日、MOODYZ）
- 強精中出しエロ玩具19（6月13日、MOODYZ）
- 真性中出し 連続発射4時間（6月13日、MOODYZ）
- 制服美少女グチャグチャ凌辱4時間!（6月13日、MOODYZ）
- 挿入部ばかり集めましたハイパーデジタルモザイク36人4時間（6月13日、MOODYZ）
- kira☆kira BEST 挿入部UP50連発4時間（6月19日、kira☆kira）
- ハイモザ イラマチオ4時間（7月1日、MOODYZ）
- 聖水おもらしFUCK（7月13日、MOODYZ）
- 抵抗虚しく犯される!輪姦4時間（7月13日、MOODYZ）
- マンコとアナルに挿入され激しいWピストンに絶頂するハイモザ真性2穴FUCK4時間（8月1日、MOODYZ）
- 露出 調教 輪姦（8月13日、MOODYZ）
- 超人気女優25人!! 特選!どスケベ濃厚FUCK4時間（8月13日、MOODYZ）
- 真性中出しスペシャル（9月13日、MOODYZ）
- 女子大生集団レイプSPECIAL （10月13日、MOODYZ）…共演:大沢佑香、大橋未久
- 真性浣腸FUCK（11月13日、MOODYZ）
- 制服姿の女子高生をヤリまくる!4時間2（11月13日、MOODYZ）
- 声も出せずにレイプされた美人OL（12月1日、MOODYZ）
- 真性2穴！サンドイッチFUCK4時間（12月13日、MOODYZ）